# Jackie Stewart
John Young Stewart OBE, conhecido como Jackie Stewart (Milton, West Dunbartonshire, 11 de junho de 1939) é um ex-automobilista britânico, nascido na Escócia. É tricampeão mundial de Fórmula 1, tendo conquistado seus títulos nos anos de 1969, 1971 e 1973, e é considerado um dos maiores pilotos da história do esporte. Além disso, Stewart paralelamente correu nas 24 Horas de Le Mans de 1965, nas 500 Milhas de Indianápolis de 1966 e 1967 e competiu na Can-Am em 1971 e em 1972.

## Biografia
John Young Stewart, mais conhecido como Jackie, nasceu em 11 de junho de 1939, na cidade escocesa de Milton, que pertence à área de West Dunbartonshire.
Sua família tinha forte ligação com o automobilismo: seu pai foi motociclista amador e seu irmão Jimmy foi automobilista. Além disso, a família Stewart comercializava carros da Jaguar, e Jackie trabalhava como aprendiz de mecânico na empresa familiar.
Apesar disso, a família de Jackie não via com bons olhos a paixão dele pelas corridas, por conta de um acidente sofrido por Jimmy em Le Mans. Por isso, Jackie chegou a praticar tiro esportivo, estando próximo de disputar os Jogos Olímpicos de Roma, em 1960.
Mas Jackie continuou apaixonado pelo automobilismo, e a partir de 1962 ele começou a ganhar destaque nas corridas da Grã-Bretanha.
Jackie tem um relacionamento com Helen McGregor desde a infância, e os dois se casaram em 1962. O casal tem dois filhos: Paul, que também foi piloto, e Mark. Sua esposa foi diagnosticada com demência em 2015, e Jackie criou uma instituição para encontrar a cura da doença, chamada Race Against Dementia (Corrida Contra a Demência em português).

## Carreira como piloto
Em 1964, Stewart se destacou ao vencer sete das oito provas da Fórmula 3 Britânica que participou, e essa campanha dominante lhe rendeu um convite para correr na Fórmula 1.
Stewart começou sua carreira na F1 em 1965, competindo pela BRM. Pontuou já na sua prova de estreia, com o sexto lugar no GP da África do Sul. Logo depois, conseguiu seu primeiro pódio já em sua segunda corrida, o GP de Mônaco, sendo capaz de bater de frente com seu companheiro de equipe Graham Hill. Fez mais três segundos lugares, até que conquistou sua primeira vitória no GP da Itália, prova em que Stewart teve que lutar com nomes consagrados, como Hill, Jim Clark e John Surtees. Os quatro se revezaram na liderança da prova por 42 vezes, recorde que perdura até os dias atuais, mas foi o jovem Stewart que levou a melhor após Hill errar na Parabólica, durante a penúltima volta. Mas as quebras impediram Jackie de ser campeão em sua temporada de estreia, finalizando o ano em terceiro lugar, com 33 pontos, atrás de Graham Hill, vice-campeão, por sete pontos, e de Jim Clark, campeão da temporada, por 21 pontos.
Em 1966, Stewart só venceu no GP de Mônaco, prova em que apenas quatro pilotos terminaram, e o escocês fechou o campeonato como o sétimo colocado. Em 1967, teve ainda mais dificuldades, abandonando nove das onze provas, embora tenha feito pódios com o terceiro lugar na França e o segundo lugar na Bélgica.
Em 1968, Stewart foi para a estreante Matra, vencendo na Holanda, na Alemanha e nos EUA. Em Zandvoort, Stewart superou a chuva para fazer da Matra a primeira equipe francesa a vencer na F1, com Jean-Pierre Beltoise completando a dobradinha do time. A vitória de Nürburgring também foi especial, pois Stewart teve que enfrentar uma chuva ainda mais forte e conseguiu vencer com quatro minutos de vantagem sobre Graham Hill. No entanto, Stewart foi forçado a se ausentar de duas etapas (Espanha e Mônaco) por ter fraturado o punho direito, e com isso, fechou o ano como vice-campeão, somando 36 pontos, doze a menos do que Graham Hill.
Mas na temporada seguinte, 1969, conquistou seu primeiro título mundial de forma dominante, ao obter seis vitórias, com Stewart se beneficiando dos avanços no desenvolvimento do carro da Matra, que dessa vez incluía tração nas quatro rodas. O título foi conquistado de forma antecipada no GP da Itália, quando Stewart teve que segurar os ataques de seus adversários, especialmente os de Jochen Rindt, e o escocês cruzou a linha de chegada com apenas oito milésimos de vantagem sobre o segundo colocado. Stewart encerrou a temporada com 63 pontos, quase o dobro dos computados por Jacky Ickx, vice-campeão.
Em 1970, foi para a Tyrrell, onde fez quatro pódios e venceu apenas na Espanha. 1971 foi o ano de seu bicampeonato, quando Stewart anotou mais seis vitórias e somou 62 pontos. Foi um ano em que a Tyrrell dominou, se beneficiando do motor DFV, o melhor da categoria na época, e da instabilidade das equipes adversárias, como a Ferrari, a BRM e a Lotus.
Em 1972, travou uma batalha pelo título com o jovem brasileiro Emerson Fittipaldi. Stewart venceu quatro vezes, mas não pôde fazer todas as etapas da temporada, já que uma úlcera (apelidada pela imprensa de "Fittipaldi") o tirou do GP da Bélgica. Assim, o escocês não conseguiu impedir que Emmo fosse campeão pela primeira vez, e acabou como vice, com 45 pontos, dezesseis a menos do que o brasileiro.
Mas em 1973, alcançou cinco vitórias, sendo tricampeão. Ele tinha começado atrás de Fittipaldi, vencedor das duas primeiras etapas do ano, mas Stewart reagiu após vencer na África do Sul, prova em que ele estreou o modelo Tyrrell 006, mas teria feito ultrapassagens sob bandeiras amarelas, o que é proibido. Garantiu o título no GP da Itália, se aproveitando dos conflitos internos da Lotus. O chefe Colin Chapman tinha ordenado a Ronnie Peterson que este cedesse sua posição a Fittipaldi, para manter o brasileiro vivo na luta pelo título, mas o sueco se recusou, irritando Emerson. Enquanto isso, Stewart superou um furo de pneu e ultrapassou vários carros, incluindo o de seu companheiro François Cevert, para terminar em quarto, resultado que lhe deu o título.
1973 também foi a temporada em que Stewart bateu o recorde de seu compatriota Jim Clark de piloto com mais vitórias na Fórmula 1. Stewart igualou as 25 vitórias de Clark no GP de Mônaco, o ultrapassou na Holanda, e na etapa seguinte, a da Alemanha, ele se consolidou com 27 vitórias na Fórmula 1. Foi o melhor registro da categoria até 1987, quando o francês Alain Prost venceu o Grande Prêmio de Portugal e ultrapassou a marca do escocês.
Mas seu triunfo e seus recordes foram ofuscados pela trágica morte de seu companheiro de equipe e amigo, François Cevert, durante o Grande Prêmio dos Estados Unidos, o que levou Stewart a não participar daquele que seria seu centésimo GP na Fórmula 1 e a antecipar sua aposentadoria nas pistas.

## Carreira como chefe de equipe
Em 1997, Jackie fundou a sua equipe, a Stewart. Os melhores resultados foram a vitória de Johnny Herbert no Grande Prêmio da Europa, disputado no circuito de Nürburgring em 26 de setembro de 1999, e a pole conquistada por Rubens Barrichello no Grande Prêmio da França do mesmo ano. Essa temporada rendeu à equipe a melhor colocação no mundial de construtores: 4° lugar. No final de 1999, atolado em dívidas, ele vendeu a sua equipe para a Ford, que a repassou para a marca Jaguar.

## Ativismo pela segurança
Stewart foi um dos primeiros pilotos a exigir mais segurança na Fórmula 1. Tudo começou num gravíssimo acidente que ele sofreu em 1966 na pista belga de Spa-Francorchamps. Uma tempestade atingiu o circuito e deixou seco somente o grid de largada. Na rápida Masta Straight, a BRM de Stewart girou e caiu em uma vala, e ele ficou preso no carro com o macacão encharcado de gasolina, enquanto Graham Hill e Bondurant tentavam desaparafusar o volante para poderem retirar Stewart de dentro do monocoque avariado. A partir daí, disse que não correria na equipe se não tivesse segurança no seu carro. Foi ele que idealizou o capacete que cobre toda a cabeça do piloto e o macacão antichamas. A partir daí ele chegou a ser ridicularizado por aqueles que achavam que as competições deviam ser um esporte de riscos. Ficou, inclusive, conhecido como "O homem vacilante".
Sete anos depois, durante os treinos de classificação no circuito de Watkins Glen para a disputa do GP dos Estados Unidos de 1973, ocorreu um fato que levaria Jackie Stewart a abandonar a competição. Seu parceiro da Tyrrell na época, o piloto francês François Cevert sofreu um grave acidente, o carro do piloto escapou da pista, bateu no guard rail do lado direito e ricocheteou em direção ao guard rail do lado esquerdo, virando de rodas para o ar e se arrastando pela "lâmina" de metal por mais de cem metros, foi degolado e teve morte instantânea. Chocado com a morte de François Cevert, Jackie Stewart decidiu abandonar de forma definitiva a Fórmula 1.

## Homenagens e legado
O ex-Beatle George Harrison, amigo pessoal de Jackie, compôs a canção "Faster", dedicada a Jackie Stewart, Niki Lauda, Jody Schekter e outros pilotos da Fórmula 1 da época. O título foi retirado do livro do próprio Stewart. No entanto a canção serviu, essencialmente, para angariar fundos para a fundação de Gunnar Nilsson para auxiliar pessoas com câncer, e depois homenagear o piloto sueco Ronnie Peterson, que morreu no GP da Itália de 1978.
Em 2001, foi condecorado cavaleiro, recebendo o título de "Sir", a mais alta honraria concedida pela realeza britânica.
Até hoje, Jackie Stewart é lembrado pelas suas conquistas na Fórmula 1. Atualmente, ele o mais velho vencedor de corridas de F1 ainda vivo, e também o campeão mais velho.

## Resultados na Fórmula 1
(Legenda) (Corridas em negrito indica pole position e corridas em itálico indica volta mais rápida)
| Ano  | Equipe                      | Chassis     | Motor            | 1         | 2         | 3         | 4         | 5        | 6         | 7         | 8         | 9         | 10        | 11        | 12        | 13        | 14       | 15        | Pontos   | Posição |
| ---- | --------------------------- | ----------- | ---------------- | --------- | --------- | --------- | --------- | -------- | --------- | --------- | --------- | --------- | --------- | --------- | --------- | --------- | -------- | --------- | -------- | ------- |
| 1973 | Elf Team Tyrrell            | Tyrrell 005 | Ford Cosworth V8 | ARG 3º G  | BRA 2º G  |           |           |          |           |           |           |           |           |           |           |           |          |           | 71       | 1º      |
| 1973 | Elf Team Tyrrell            | Tyrrell 006 | Ford Cosworth V8 |           |           | RSA 1º G  | ESP Ret G | BEL 1º G | MON 1º G  | SWE 5º G  | FRA 4º G  | GBR 10º G | NED 1º G  | GER 1º G  | AUT 2º G  | ITA 4º G  | CAN 5º G | EUA DNS G | 71       | 1º      |
| 1972 | Elf Team Tyrrell            | Tyrrell 003 | Ford Cosworth V8 | ARG 1º G  | RSA Ret G | ESP Ret G |           |          | FRA 1º G  | GBR 2º G  | GER 11º G |           |           |           |           |           |          |           | 45       | 2º      |
| 1972 | Elf Team Tyrrell            | Tyrrell 004 | Ford Cosworth V8 |           |           |           | MON 4º G  |          |           |           |           |           |           |           |           |           |          |           | 45       | 2º      |
| 1972 | Elf Team Tyrrell            | Tyrrell 005 | Ford Cosworth V8 |           |           |           |           |          |           |           |           | AUT 7º G  | ITA Ret G | CAN 1º G  | EUA 1º G  |           |          |           | 45       | 2º      |
| 1971 | Elf Team Tyrrell            | Tyrrell 001 | Ford Cosworth V8 | RSA 2º G  |           |           |           |          |           |           |           |           |           |           |           |           |          |           | 62       | 1º      |
| 1971 | Elf Team Tyrrell            | Tyrrell 003 | Ford Cosworth V8 |           | ESP 1º G  | MON 1º G  | NED 11º G | FRA 1º G | GBR 1º G  | GER 1º G  | AUT Ret G | ITA Ret G | CAN 1º G  | EUA 5º G  |           |           |          |           | 62       | 1º      |
| 1970 | Tyrrell Racing Organisation | March 701   | Ford Cosworth V8 | RSA 3º D  | ESP 1º D  | MON Ret D | BEL Ret D | NED 2º D | FRA 9º D  | GBR Ret D | GER Ret D | AUT Ret D | ITA 2º D  |           |           |           |          |           | 25       | 5º      |
| 1970 | Tyrrell Racing Organisation | Tyrrell 001 | Ford Cosworth V8 |           |           |           |           |          |           |           |           |           |           | CAN Ret D | EUA Ret D | MEX Ret D |          |           | 25       | 5º      |
| 1969 | Matra International         | Matra MS10  | Ford Cosworth V8 | RSA 1º D  | ESP 1º D  |           |           |          |           |           |           |           |           |           |           |           |          |           | 63       | 1º      |
| 1969 | Matra International         | Matra MS80  | Ford Cosworth V8 |           |           | MON Ret D | NED 1º D  | FRA 1º D | GBR 1º D  | GER 2º D  | ITA 1º D  | CAN Ret D | EUA Ret D | MEX 4º D  |           |           |          |           | 63       | 1º      |
| 1968 | Matra International         | Matra MS9   | Ford Cosworth V8 | RSA Ret D |           |           |           |          |           |           |           |           |           |           |           |           |          |           | 36       | 2º      |
| 1968 | Matra International         | Matra MS10  | Ford Cosworth V8 |           |           |           | BEL 4º D  | NED 1º D | FRA 3º D  | GBR 6º D  | GER 1º D  | ITA Ret D | CAN 6º D  | EUA 1º D  | MEX 7º D  |           |          |           | 36       | 2º      |
| 1967 | Owen Racing Organisation    | BRM P83     | BRM H16          | RSA Ret G |           | NED Ret G | BEL 2º G  |          | GBR Ret G |           |           | ITA Ret G | EUA Ret G | MEX Ret G |           |           |          |           | 10       | 9º      |
| 1967 | Owen Racing Organisation    | BRM P115    | BRM H16          |           |           |           |           |          |           | GER Ret G | CAN Ret G |           |           |           |           |           |          |           | 10       | 9º      |
| 1967 | Owen Racing Organisation    | BRM P261    | BRM V8           |           | MON Ret G |           |           | FRA 3º G |           |           |           |           |           |           |           |           |          |           | 10       | 9º      |
| 1966 | Owen Racing Organisation    | BRM P261    | BRM V8           | MON 1º D  | BEL Ret D |           | GBR Ret D | NED 4º D | GER 5º D  |           |           |           |           |           |           |           |          |           | 14       | 7º      |
| 1966 | Owen Racing Organisation    | BRM P83     | BRM H16          |           |           |           |           |          |           | ITA Ret D | EUA Ret D | MEX Ret D |           |           |           |           |          |           | 14       | 7º      |
| 1965 | Owen Racing Organisation    | BRM P261    | BRM V8           | RSA 6º D  | MON 3º D  | BEL 2º D  | FRA 2º D  | GBR 5º D | NED 2º D  | GER Ret D | ITA 1º D  | EUA Ret D | MEX Ret D |           |           |           |          |           | 331 (34) | 3º      |

1 Nos descartes

#### Vitórias de Jackie Stewart na Fórmula 1
- GP da Itália de 1965 (Monza)
- GP de Mônaco de 1966 (Monte Carlo)
- GP dos Países Baixos de 1968 (Zandvoort)
- GP da Alemanha de 1968 (Nürburgring)
- GP dos Estados Unidos de 1968 (Watkins Glen)
- GP da África do Sul de 1969 (Kyalami)
- GP da Espanha de 1969 (Montjuïc)
- GP dos Países Baixos de 1969 (Zandvoort)
- GP da França de 1969 (Charade)
- GP da Grã-Bretanha de 1969 (Silverstone)
- GP da Itália de 1969 (Monza)
- GP da Espanha de 1970 (Jarama)
- GP da Espanha de 1971 (Montjuïc)
- GP de Mônaco de 1971 (Monte Carlo)
- GP da França de 1971 (Paul Ricard)
- GP da Grã-Bretanha de 1971 (Silverstone)
- GP da Alemanha de 1971 (Nürburgring)
- GP do Canadá de 1971 (Bowmanville)
- GP da Argentina de 1972 (Buenos Aires)
- GP da França de 1972 (Charade)
- GP do Canadá de 1972 (Mosport)
- GP dos Estados Unidos de 1972 (Watkins Glen)
- GP da África do Sul de 1973 (Kyalami)
- GP da Bélgica de 1973 (Zolder)
- GP de Mônaco de 1973 (Monte Carlo)
- GP dos Países Baixos de 1973 (Zandvoort)
- GP da Alemanha de 1973 (Nürburgring)

## Vitórias por equipe
Tyrrell: 16
Matra: 9
BRM: 2

## Outros resultados

### 500 Milhas de Indianápolis[26]
| Ano  | N# | Equipe | Chassis | Motor | Largada | Final     | Voltas | Motivo          |
| ---- | -- | ------ | ------- | ----- | ------- | --------- | ------ | --------------- |
| 1967 | 24 | Mecom  | Lola    | Ford  | 29º     | 18º (DNF) | 168    | Motor           |
| 1966 | 43 | Mecom  | Lola    | Ford  | 11º     | 6º (DNF)  | 190    | Pressão do óleo |

### 24 Horas de Le Mans[27]
| Ano  | Classe | N# | Equipe                   | Co-Piloto   | Chassis   | Motor              | Largada | Final | Clas. Pos | Voltas |
| ---- | ------ | -- | ------------------------ | ----------- | --------- | ------------------ | ------- | ----- | --------- | ------ |
| 1965 | P 2.0  | 31 | Owen Racing Organisation | Graham Hill | Rover-BRM | Rover 2.0L Turbina | 40ª     | 10º   | 2º        | 284    |

### 12 Horas de Sebring
| Ano  | Equipe           | Veículo   | Co-piloto   | Posição | Nota    |
| ---- | ---------------- | --------- | ----------- | ------- | ------- |
| 1966 | Alan Mann Racing | Ford GT40 | Graham Hill | DNF     | Válvula |